# Briançon
Briançon is een stad in het Franse departement Hautes-Alpes (regio Provence-Alpes-Côte d'Azur). Het is de onderprefectuur van het arrondissement Briançon. Het is een van de hoogst gelegen steden van Europa, die bekend is door haar vestingwerken van Vauban. Briançon telde op 1 januari 2022 10.748 inwoners en is de op een na grootste stad van het departement.

## Geografie
De oppervlakte van Briançon bedroeg op 1 januari 2022 28,07 vierkante kilometer; de bevolkingsdichtheid was toen 382,9 inwoners per km².
Briançon ligt op de samenvloeiing van de rivieren de Durance en de Guisane. Briançon ligt op 1330 meter boven de zeespiegel en is omringd door bergen. Bij de stad komen de valleien van Haute-Durance, Guisane, Clarée, Ayes en Cerveyrette samen.
De onderstaande kaart toont de ligging van Briançon met de belangrijkste infrastructuur en aangrenzende gemeenten.

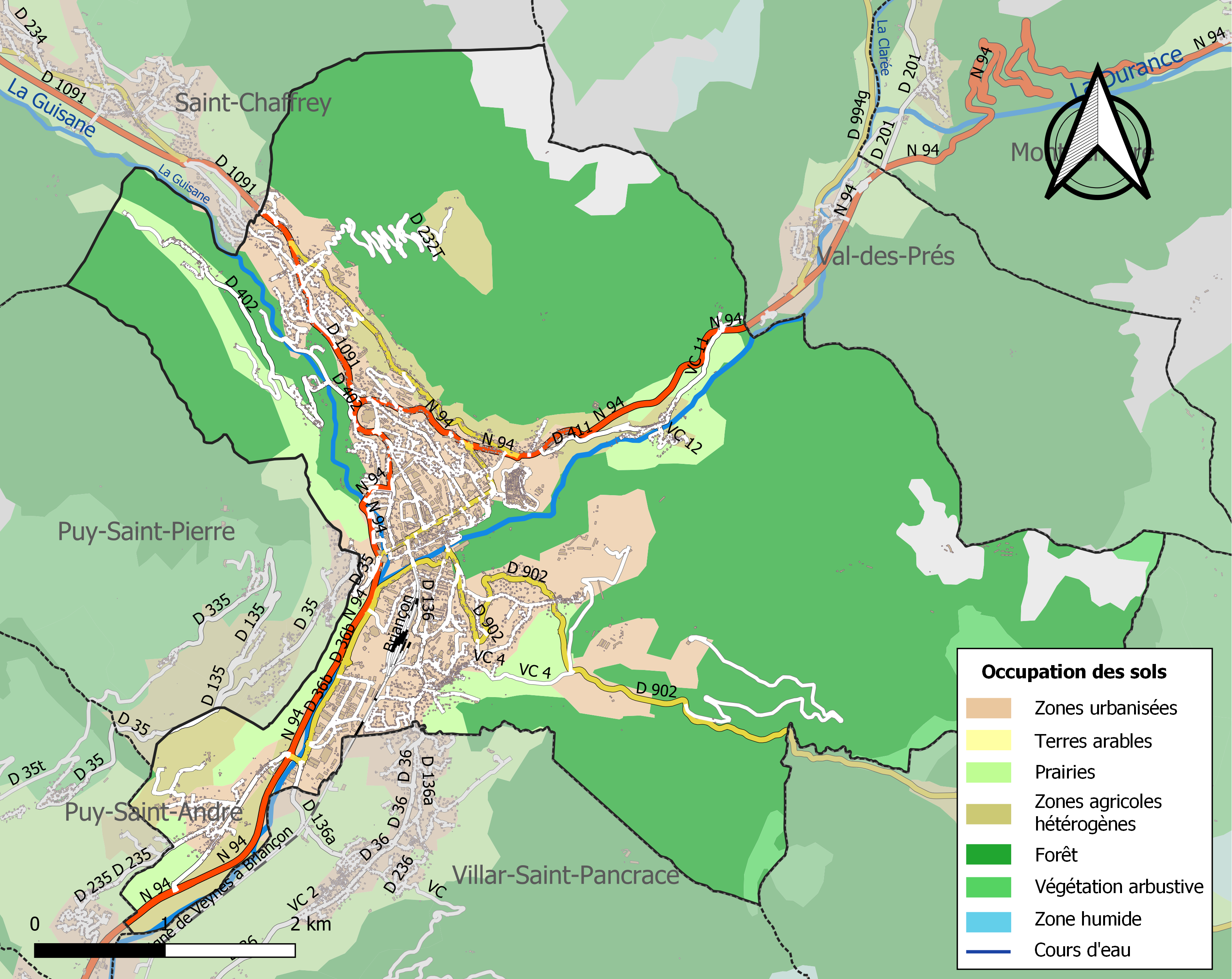

## Geschiedenis
Hier was al een nederzetting van de Gallische stam van de Brigianii. Brigantio was een versterkte plaats van de Romeinen en een etappeplaats op de Via Domitia, de Romeinse weg tussen Italië en Spanje.
In de middeleeuwen viel de stand onder de Dauphiné, als hoofdstad van Briançonnais. De stad kende welvaart dankzij de markten die er werden georganiseerd. In 1343 kende dauphin Humbert II vrijheden toe aan Briançonnais door de Grande Charte des libertés briançonnaises. Briançon werd in 1349 aangehecht bij Frankrijk.
In 1624 en opnieuw in 1692 viel de stad, die nog grotendeels in hout was gebouwd, ten prooi aan een stadsbrand. Bij de eerste brand werden vier op vijf huizen vernield. De stad werd heropgebouwd waarbij het middeleeuwse grondplan werd gevolgd. In 1692 deed Victor Amadeus II, hertog van Savoye, een inval in de streek van Briançon. Als reactie werd militair architect Sébastien Le Prestre de Vauban naar de stad gestuurd om haar te versterken. Tijdens de Spaanse Successieoorlog werd er in de streek gevochten tussen Frankrijk en Savoye. In 1713 kwam door de Vrede van Utrecht de grens dichter tegen de stad te liggen. In de volgende jaren werd een ring van forten gebouwd om de grens met Savoye te verdedigen. 
De 19e eeuw bracht grote veranderingen in de stad. De stad was te afgelegen om veel industrie aan te trekken.  In 1842 opende toch een zijdefabriek, l'usine de la schappe. Hier werd zijde vervaardigd uit schappe, onvolmaakte cocons van de zijdevlinder die ongeschikt waren voor de normale zijdeateliers. De fabriek stelde ongeveer 1000 mensen te werk en trok arbeidsmigranten aan uit Italië. In 1907 brak er een maandenlange staking uit in de fabriek. In 1932 legde de fabriek de boeken neer. In 1882 werden nieuwe legerkazernes gebouwd en in 1884 opende het spoorwegstation. De stad groeide langs de oever van de Durance. Het stedelijk gebied breidde uit in de loop van de 20e eeuw en de landbouw verdween zo goed als uit de gemeente. Briançon ontwikkelde zich als een toeristische stad.

## Bezienswaardigheden
Briançon heeft altijd een belangrijke militaire functie gehad. De stad is omringd door vestingwerken en forten, die de toegangsweg over de Alpen moesten bewaken. Naast de stadsverdedigingswerken liggen ook enkele forten op enkele honderden meters boven de stad. Veel van deze vestingwerken zijn in het eerste kwart van de 18e eeuw gebouwd. Bouwmeester van de verdedigingswerken van de bovenstad was Vauban. De vestingwerken van Briançon behoren tot de Werelderfgoedlijst Vestingwerken van Vauban. De verdedigingswerken buiten de bovenstad zijn van iets latere datum.
Naast het uitgebreide militair erfgoed heeft de stad ook religieus erfgoed, waarvan het belangrijkste de kerk van Onze-Lieve Vrouw en de heilige Nicolaas (Notre-Dame-et-Saint-Nicolas) is. De kerk werd gebouwd van 1705-1718 en werd voltooid onder persoonlijk toezicht van Vauban. De kerk neemt de plaats in van een 15e-eeuwse kapittelkerk, die in 1692 door krijgshandelingen werd vernield. De historische bovenstad bestaat uit een aantal nauwe straatjes. De belangrijkste straat is de Grande Rue, omzoomd door toeristische winkeltjes en waar zich enkele opmerkelijke huizen bevinden, waaronder het Maison du Pape, uit 1635, dat na de verwoestingen van 1692 weer herbouwd werd (1714-1719). In de nasleep van de Franse Revolutie werd de Kerkelijke Staat bezet door de troepen van Napoleon Bonaparte, en in 1798 werd Paus Pius VI afgezet en gevangengenomen. Hij werd afgevoerd naar Valence en op zijn reis daarheen verbleef hij een tweetal maanden in dit huis.
In 1815 werd het parc de la Schappe aangelegd in een oude steengroeve langsheen de Durance. Het park heeft een oriëntaalse tuin en een twee meter diepe vijver.

### Afbeeldingen

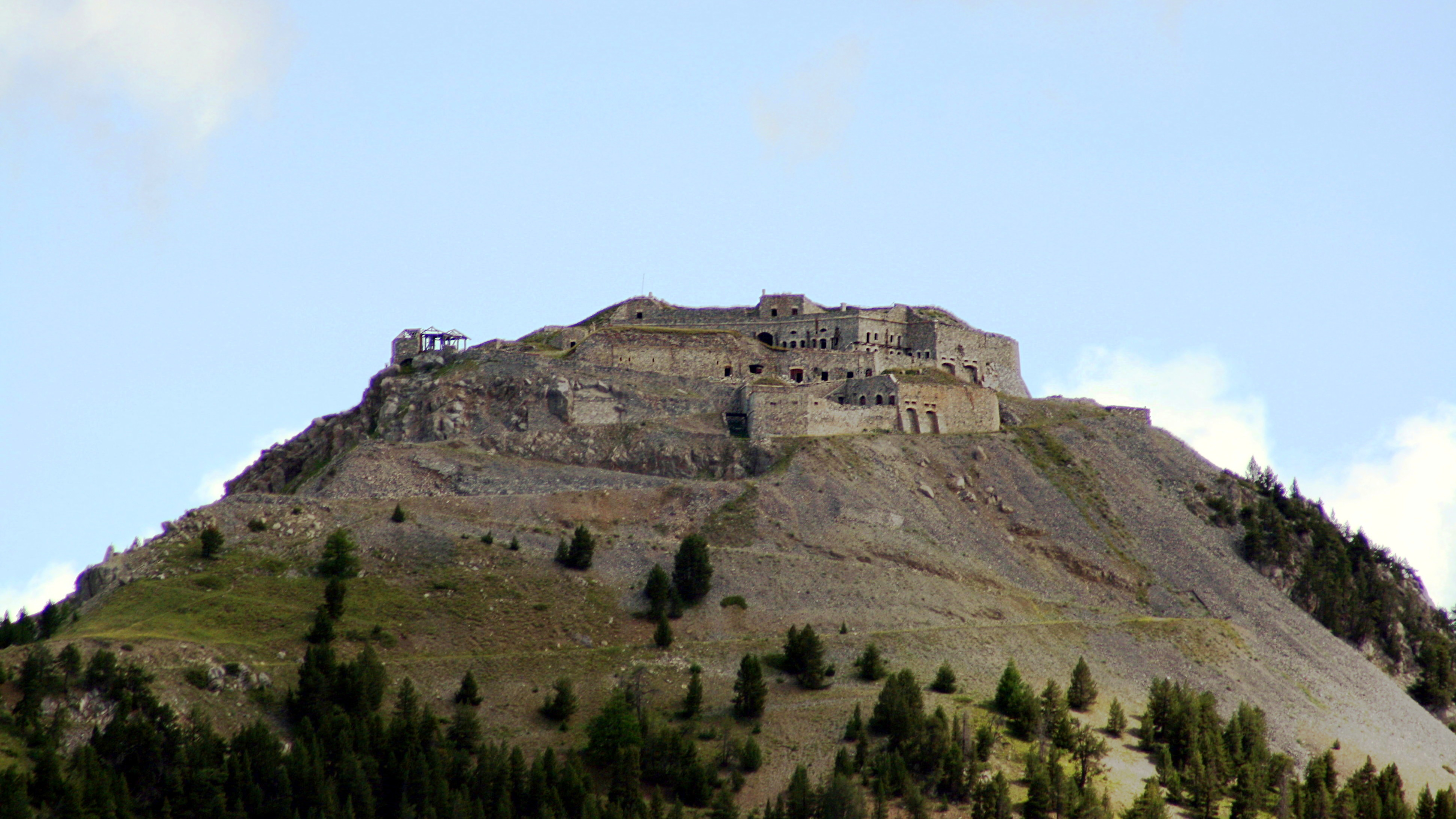
Fort de l'Infernet
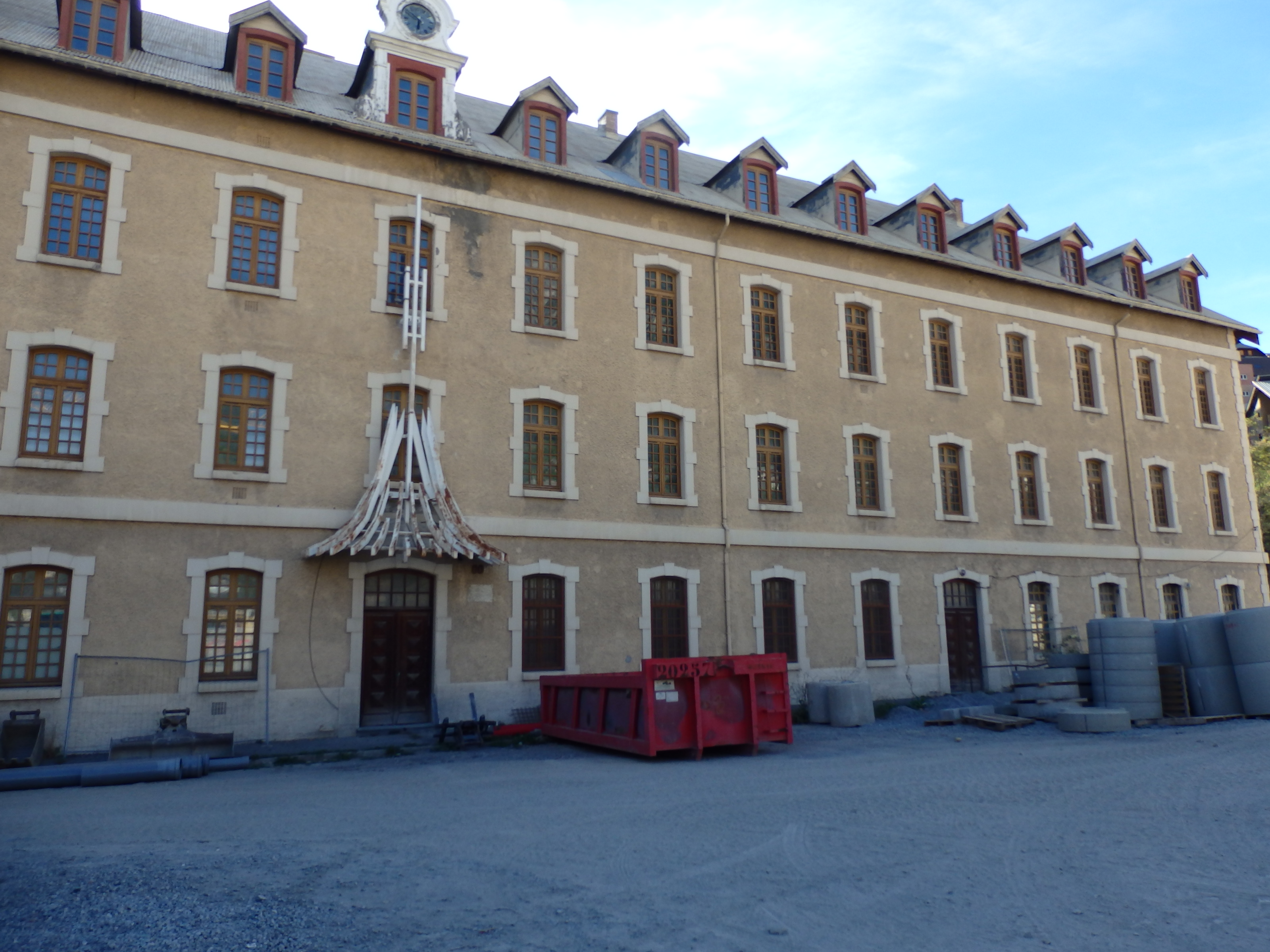
Voormalige kazerne
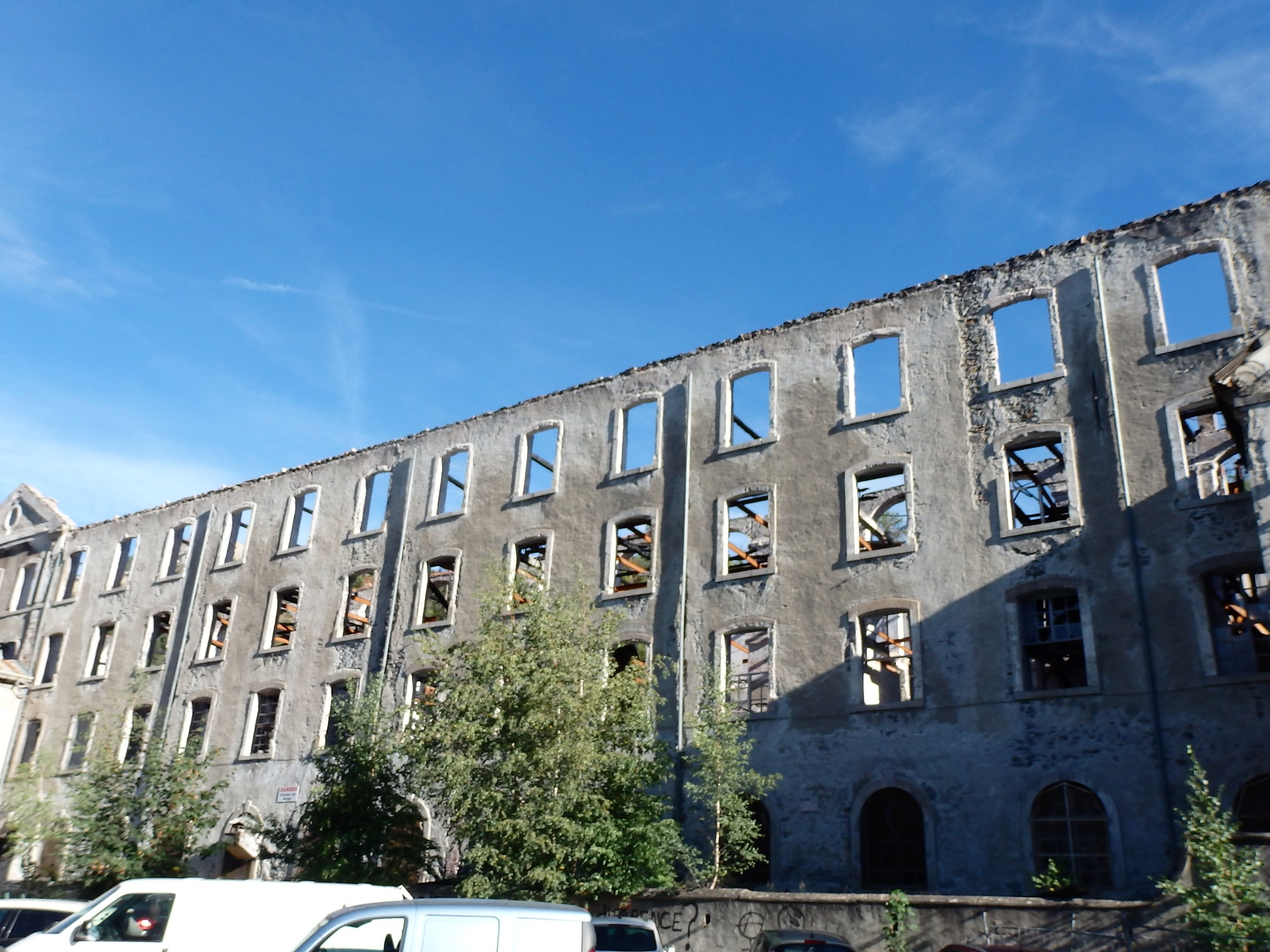
Voormalige fabriek usine de la schappe
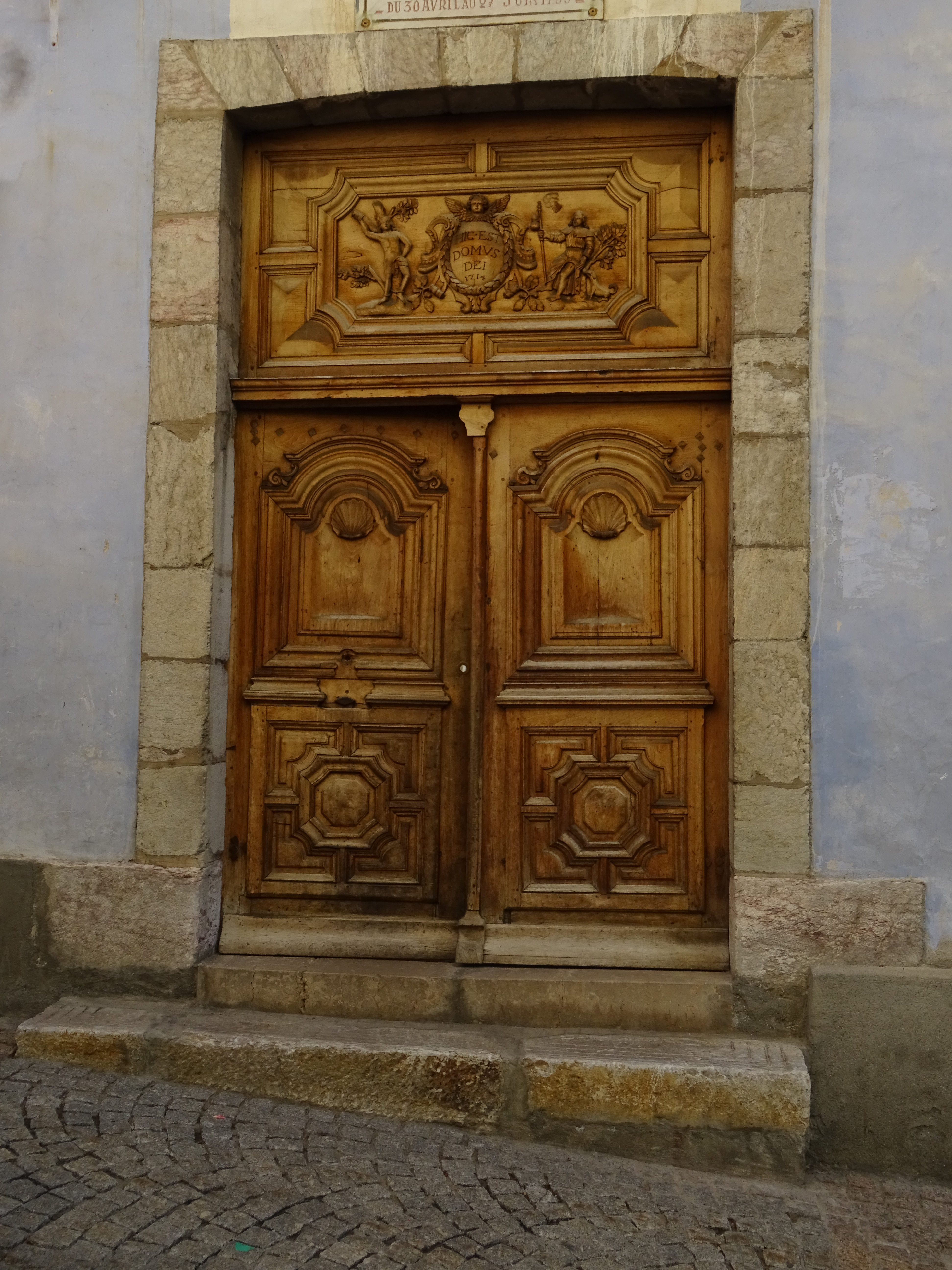
Maison du Pape
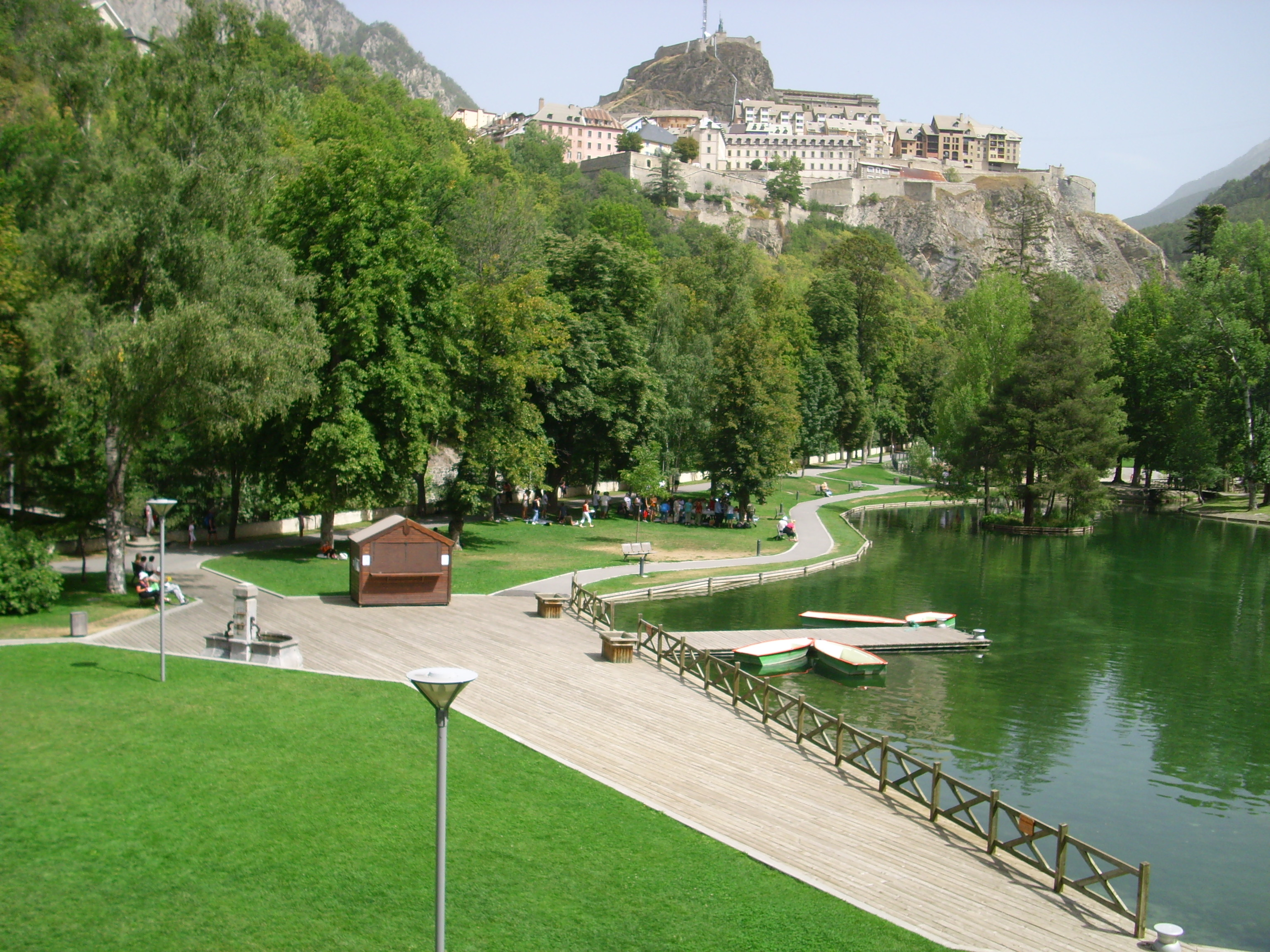
Parc de la Schappe

## Demografie
De gemeente telde 10.748 inwoners op 1 januari 2022.. 
Onderstaande figuur toont het verloop van het inwonertal (bron: INSEE-tellingen).
Vanwege een beveiligingsprobleem met de MediaWiki Graph-software is het momenteel niet mogelijk deze grafiek weer te geven. Zodra de software is bijgewerkt zal de grafiek vanzelf weer zichtbaar worden.

## Verkeer en vervoer
In de gemeente ligt spoorwegstation Briançon. Van daaruit vertrekken regelmatig stoptreinen (TER) richting Gap en Veynes, waarvan een deel doorrijdt naar Marseille en een deel naar Grenoble. Ook vertrekt er een dagelijkse nachttrein naar Paris Austerlitz (en terug). Tevens vertrekken er bussen naar Oulx (Italië).

## Sport
De Diables Rouges de Briançon zijn het ijshockeyteam van de stad.
Briançon is bekend van de wielerkoers Tour de France. Dankzij haar ligging in de Alpen kwam deze wedstrijd er vaak voorbij. Zeker voordat het gebruikelijk werd om bergetappes te laten finishen met een aankomst bergop, was winnen in Briançon zeer prestigieus. Vele beroemde renners wonnen daarom in Briançon. Er eindigde 32 keer een etappe in Briançon. Tot de winnaars behoren onder meer Fausto Coppi, Federico Bahamontes, Eddy Merckx en Aleksandr Vinokoerov. Recordhouders met drie etappezeges in Briançon zijn Gino Bartali en Louison Bobet.
In Briançon wordt ook vaak een Wereldbeker klimmen gehouden. Deze competitie is onderdeel van meerdere wereldbekers verspreid over de hele wereld. Aan de hand van de andere wedstrijden wordt een algemeen klassement opgesteld waarmee de winnaar bepaald wordt. Deze evenementen worden georganiseerd door de International Federation of Sport Climbing (IFSC).
Ten westen van Briançon bevindt zich het Nationaal park Écrins. In de stad is een bezoekerscentrum voor dit nationaal park aanwezig, waarin een permanente expositie te bezoeken is, terwijl er ook wisselende tentoonstellingen worden gehouden. De Wandelroute GR5 doet ook Briançon aan.

## Geboren
- Oronce Finé (1494-1555), wiskundige en cartograaf
- Luc Alphand (6 augustus 1965), alpine skiër en rallycoureur
- Pierre Vaultier (24 juni 1987), snowboarder
- Richard Jouve (25 oktober 1994), langlaufer